# Bubalus murrensis
Il bufalo europeo (Bubalus murrensis) è un mammifero artiodattilo estinto, appartenente ai bovidi. Visse nel Pleistocene superiore (circa 125.000 - 10.000 anni fa) e i suoi resti fossili sono stati ritrovati in Europa.

## Descrizione
Dal momento che i resti postcranici di questa specie sono difficili da distinguere rispetto a quelli di altri due bovidi presenti in Europa nel Pleistocene (Bos primigenius e Bison priscus), le principali caratteristiche che permettono di distinguere Bubalus murrensis sono riscontrabili nei resti del cranio. Il bufalo europeo doveva essere molto simile all'attuale bufalo d'acqua indiano (Bubalus bubalis), ma ne differiva per la forma e la posizione delle corna. La controparte europea era dotata di corna a sezione più triangolare, dalla forma marcatamente a falce e rivolte all'indietro. Le corna si estendevano ben oltre la zona dell'occipite e all'infuori. 

## Classificazione
La specie Bubalus murrensis venne descritta per la prima volta da Berckhemer nel 1927. I suoi parenti più stretti possono essere ricercati nell'attuale bufalo d'acqua asiatico (Bubalus bubalis), di dimensioni simili, ma anche in altri bufali, come l'arni (Bubalus arnee, a volte considerata una sottospecie di B. bubalis) e il tamarau (Bubalus mindorensis). L'epiteto specifico, murrensis, è dovuto al fatto che i primi resti noti vennero ritrovati nei pressi del comune di Murr, in Germania. Numerosi fossili di B. murrensis sono stati ritrovati in Germania, in Francia e nei Paesi Bassi; altri fossili attribuiti con qualche dubbio a questa specie sono stati ritrovati in Austria e nel territorio dell'ex Unione sovietica, nella penisola di Taman. Forme simili, se non identiche, sono state segnalate in Cina. 

## Paleoecologia
Il bufalo europeo era un animale tipico delle faune interglaciali in Europa. Questa specie è documentata soprattutto in Germania e nei Paesi Bassi, in particolare nella Valle del Reno. Reperti sparsi assegnati al genere Bubalus sono stati ritrovati anche nel Neolitico di Donnerskirchen in Austria e nel Pleistocene superiore di Médoc in Francia, mentre nuclei ossei di corna attribuiti a B. murrensis provengono dalla penisola di Taman. 

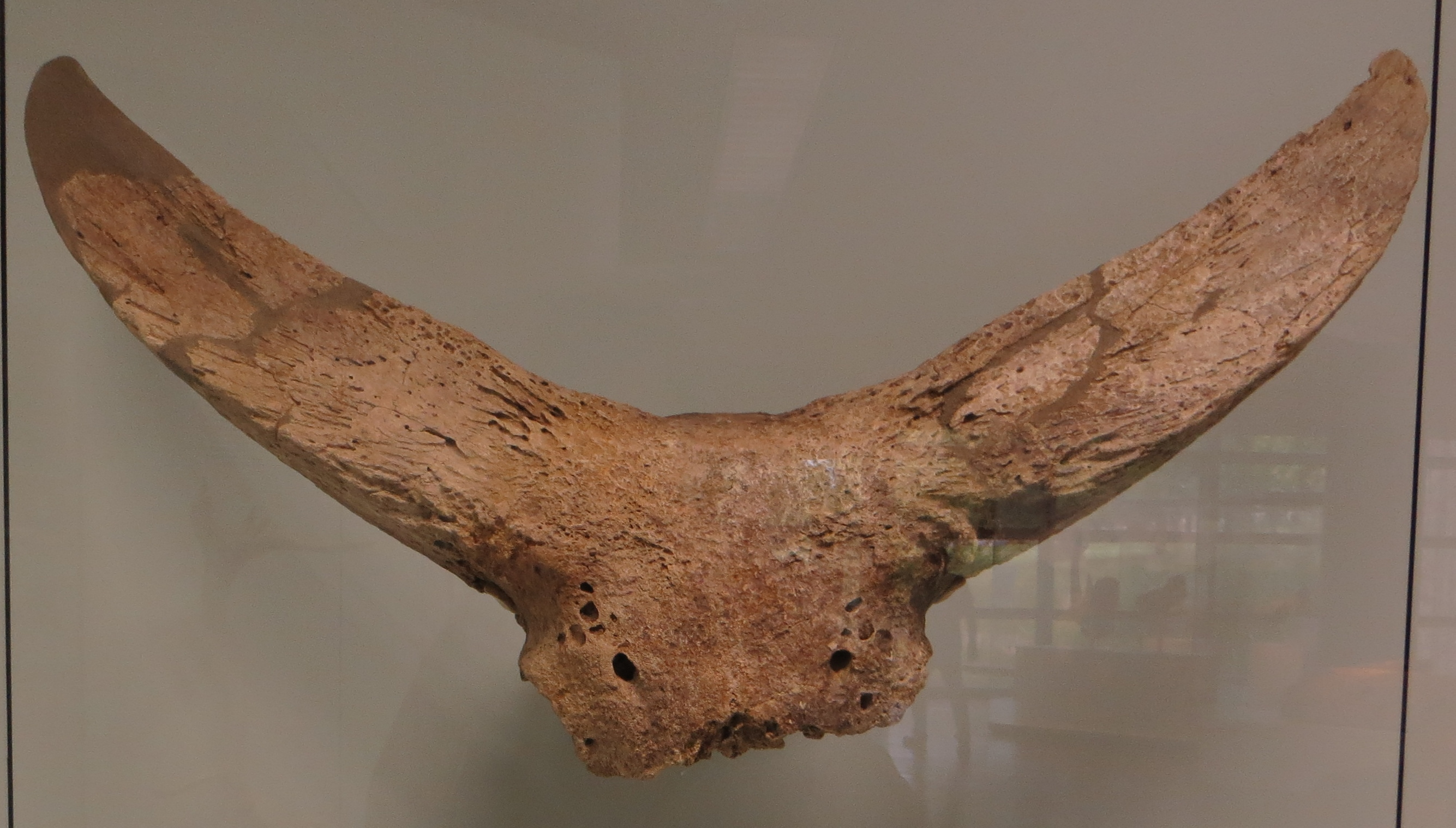
Corna di Bubalus murrensis

Il bufalo europeo probabilmente viveva in prossimità di grandi fiumi; questo habitat doveva essere l'ideale a causa del clima con inverni miti come la valle del Reno negli interglaciali pleistocenici. Altri abitanti di questo ambiente erano l'ippopotamo, l'elefante antico di foresta, il rinoceronte della steppa e l'uro. L'individuazione nei medesimi depositi di bioindicatori di paesaggi forestali (come i ghiri) e di paesaggi più aperti (come i tarpan e i criceti) indicano un mosaico di aree forestali alternate a spazi aperti. Il bufalo europeo era probabilmente una potenziale preda di lupi, orsi e leoni delle caverne. B. murrensis sembra essere scomparso alla fine del Pleistocene o all'inizio dell'Olocene; non è chiaro se questa specie abbia interagito con gli uomini primitivi, a causa dei reperti fossili piuttosto sparsi.